# 茶飯
茶飯（ちゃめし）は、米の調理法の一種。抽出した茶で炊いた米飯を意味するほか、炊き上がりが茶色であることからそう呼ばれるものに大別される。
また、茶飯（ちゃめし）は日常茶飯事（にちじょうちゃはんじ）を短くした言い回しである。日常茶飯事とは毎日の食事から派生して、ありきたり・普通にある・珍しくないなどと言った意味である。

## 種類
- 研いだ米に、煎茶やほうじ茶（茶葉ではなく、淹れた茶を水の替わりに用いる）を加えて炊き上げたもの。または、白飯が炊き上がったところで、塩と抹茶を混ぜたもの。奈良県の郷土料理として有名（奈良茶飯）。静岡県でもつくられる[1]。
- 研いだ米に、醤油と出汁などを加えて炊き上げたもの。東京では主におでん屋で供され、おでん用の茶飯の素も市販されている[3]。遠州地方（静岡県浜松市周辺）では「さくらご飯」（桜飯）とも呼ばれる。